# Phocoena sinus
La focena del Golfo di California (Phocoena sinus) o vaquita (termine spagnolo che significa "piccola vacca") è una rara specie di focena. È endemica della parte settentrionale del golfo di California (o mare di Cortez). Si stima che ne siano rimasti solo 12 individui. È uno dei cetacei più piccoli al mondo (se non il più piccolo in assoluto).

## Descrizione fisica

Confronto tra le dimensioni di un Phocoena sinus e un uomo.

La focena del Golfo di California presenta la classica forma della focena (robusta e ricurva a forma concava quando viene vista di lato). È la più piccola delle focene ed è così uno dei cetacei più piccoli. Gli individui raggiungono i 150 centimetri di lunghezza e i 40/50 chilogrammi di peso. Hanno un grande anello nero intorno all'occhio e delle macchie sul labbro. La regione superiore del corpo va dal grigio medio al grigio scuro. Quella inferiore va dal bianco al grigio chiaro, ma la demarcazione sui fianchi è indistinta. Le natatoie sono in proporzione più grandi che in altre focene e la pinna è più bassa e più falcata. Il cranio è più piccolo e il rostro è più corto e più largo che in altri membri del genere.

## Habitat

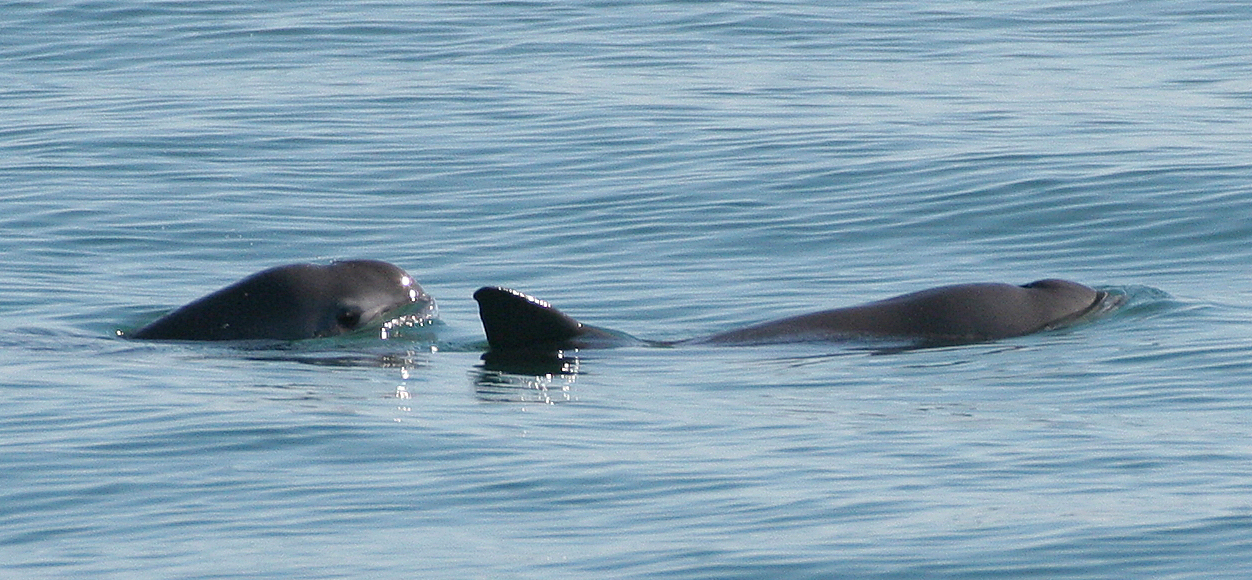
Gruppo di due esemplari

Vive in lagune basse e scure situate lungo la costa e raramente la si avvista in acque più profonde di 30 metri; infatti, può sopravvivere in acque talmente basse che il dorso sporge dall'acqua. Altre caratteristiche del suo habitat sono una forte escursione tidale, forti processi di convezione ed una produttività primaria e secondaria.

## Comportamento
Vi sono poche segnalazioni di questo cetaceo in natura. Sembra che nuoti e che si alimenti lentamente, ma è elusiva ed evita le imbarcazioni di ogni genere. Emerge per respirare con un movimento lento e in avanti, che smuove appena la superficie dell'acqua, poi scompare rapidamente per un lungo periodo. Ha un soffio non visibile, ma che provoca un rumore forte, secco e sbuffante che ricorda quello della focena comune.

## Alimentazione
Tutte e 17 le specie di pesci che sono state trovate negli stomaci della vaquita possono essere classificate come specie demersali o specie bentiche che abitano le acque relativamente basse del golfo della California superiore e sembra che in questa zona la vaquita sia una predatrice non selettiva di piccoli pesci e calamari.

## Struttura sociale
Come altre focene, anche P. sinus vive da sola o in piccoli gruppi, solitamente di 1-3, ma anche di 8-10 individui.

## Riproduzione
La maggior parte dei piccoli nasce apparentemente in primavera. La gestazione è probabilmente di 10-11 mesi. La massima durata di vita registrata è stata di 21 anni.

## Conservazione

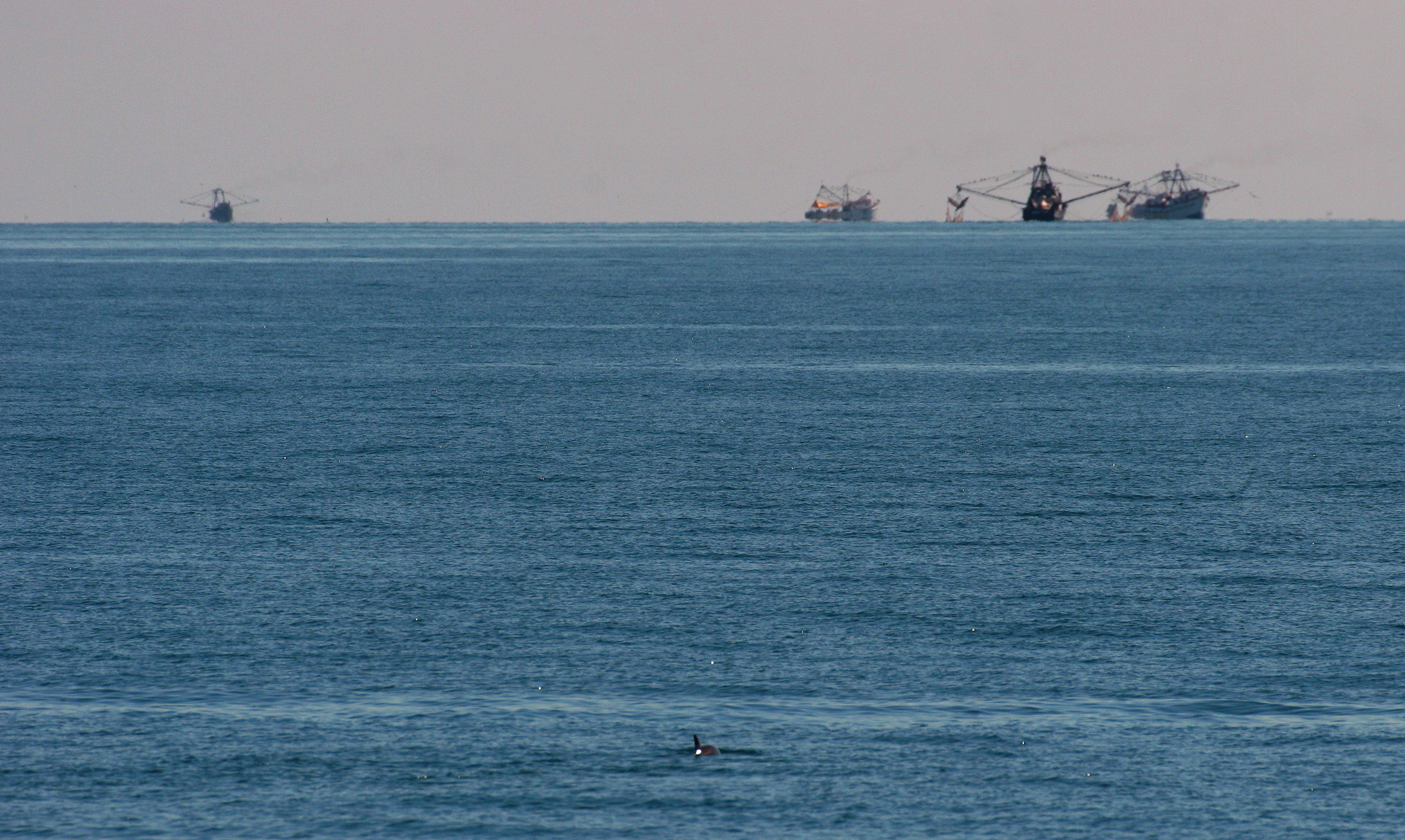
Vaquita in primo piano e pescherecci sullo sfondo

La focena del Golfo di California non è mai stata cacciata direttamente. La loro costante esistenza è stata confermata solamente da uno studio effettuato nel 1985. È noto che la popolazione di vaquita stia declinando e che questo fatto sia dovuto agli intrappolamenti nelle reti da pesca posizionate per catturare un'altra specie endemica del Golfo, il totoaba. Il CIRVA, la Commissione per il Recupero della Vaquita, nel 2000 arrivò alla conclusione che ogni anno rimangono uccisi in queste reti tra i 39 e gli 84 individui.
Viene classificata dalla IUCN e dalla Convenzione sul Commercio Internazionale delle Specie Minacciate di Fauna e Flora Selvatiche nella categoria più critica a rischio di estinzione. Allo scopo di cercare di impedire l'estinzione, il governo messicano ha creato una riserva naturale che ricopre la parte superiore del golfo della California e il delta del fiume Colorado. Il CIRVA sostiene che questa riserva ricopre tutta la parte meridionale dell'areale conosciuto della focena e che le reti da pesca sono bandite completamente dall'area protetta. Anche se il numero delle focene uccise dai pescatori si riducesse a zero, per i conservazionisti resterebbero ugualmente dei rischi. Anche l'uso di pesticidi clorinati, il flusso di acqua dolce del fiume Colorado ridotto a causa dell'irrigazione e la depressione dovuta all'inincrocio hanno effetti dannosi.
La focena del Golfo di California è tra le prime 100 specie EDGE, acronimo di "Evolutionarily Distinct, Globally Endangered" (Distinte evolutivamente, minacciate globalmente). Gli animali distinti evolutivamente non hanno alcun parente stretto e rappresentano più di altre specie la varietà dell'albero della vita, cosa che significa una priorità assoluta nelle campagne di conservazione.
Secondo la genetista americana Jacqueline Robinson dell'Università della California, le poche unità di vaquita rimaste hanno "un DNA troppo uniforme per sperare di ricostruire una popolazione sana".